# Huachacalla
Huachacalla è un comune (municipio in spagnolo) della Bolivia nella provincia di Litoral (dipartimento di Oruro) con 2.306 abitanti (dato 2010).